# Nazionale maschile di pallamano del Giappone
La nazionale del Giappone di pallamano rappresenta il Giappone nelle competizioni internazionali e la sua attività è gestita dal Japan Handball Association.

## Storia
Ai mondiali la Nazionale giapponese ottenne il suo miglior risultato nel 1961 arrivando al 10 posto. Mentre i campionati asiatici li vince per 2 volte nel 1967 e nel 1979.